# Chabad-Lubawicz

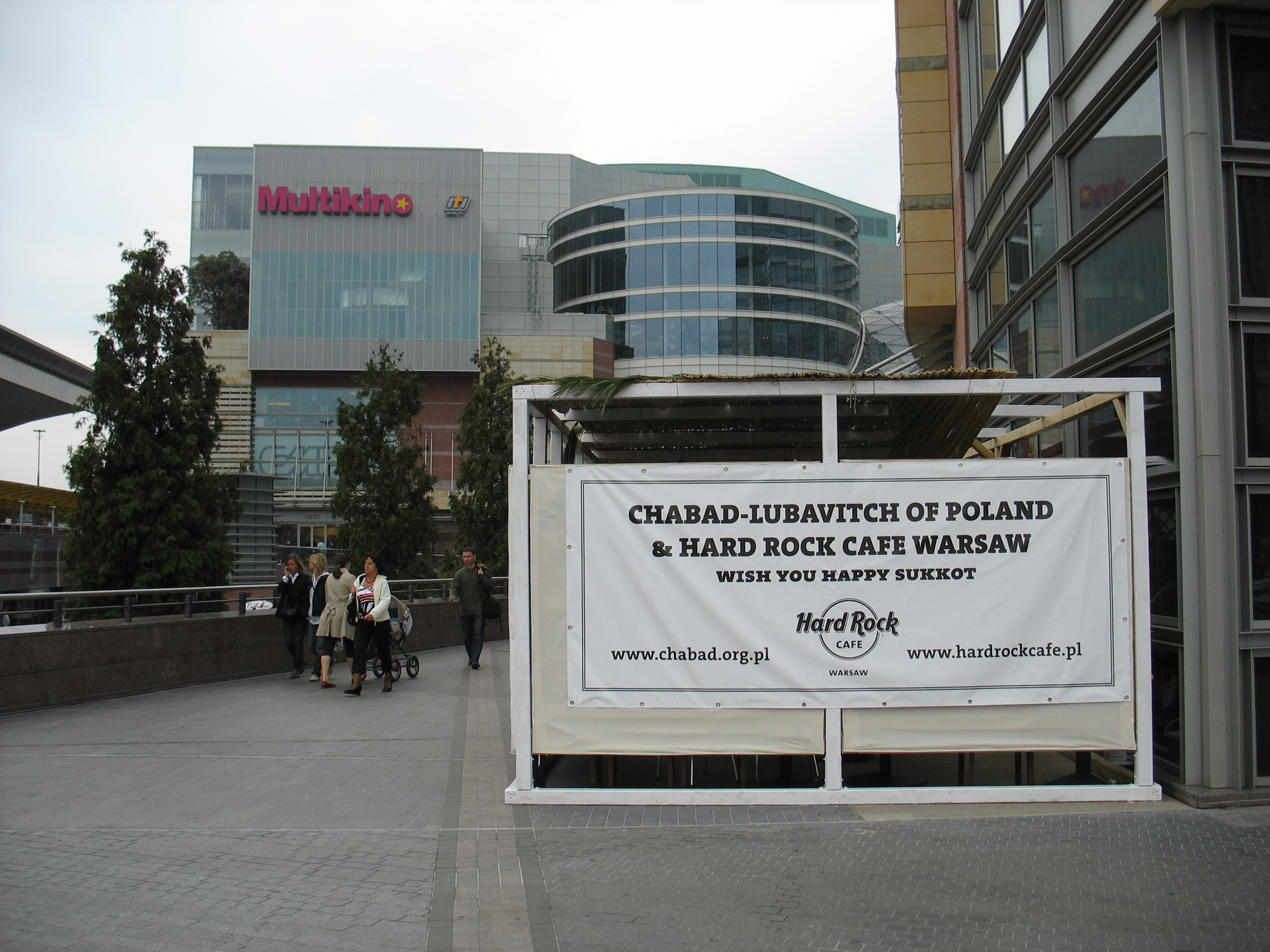
Informacja na temat obchodów święta Sukkot z Chabad-Lubawicz w Hard Rock Cafe w Warszawie – szyld

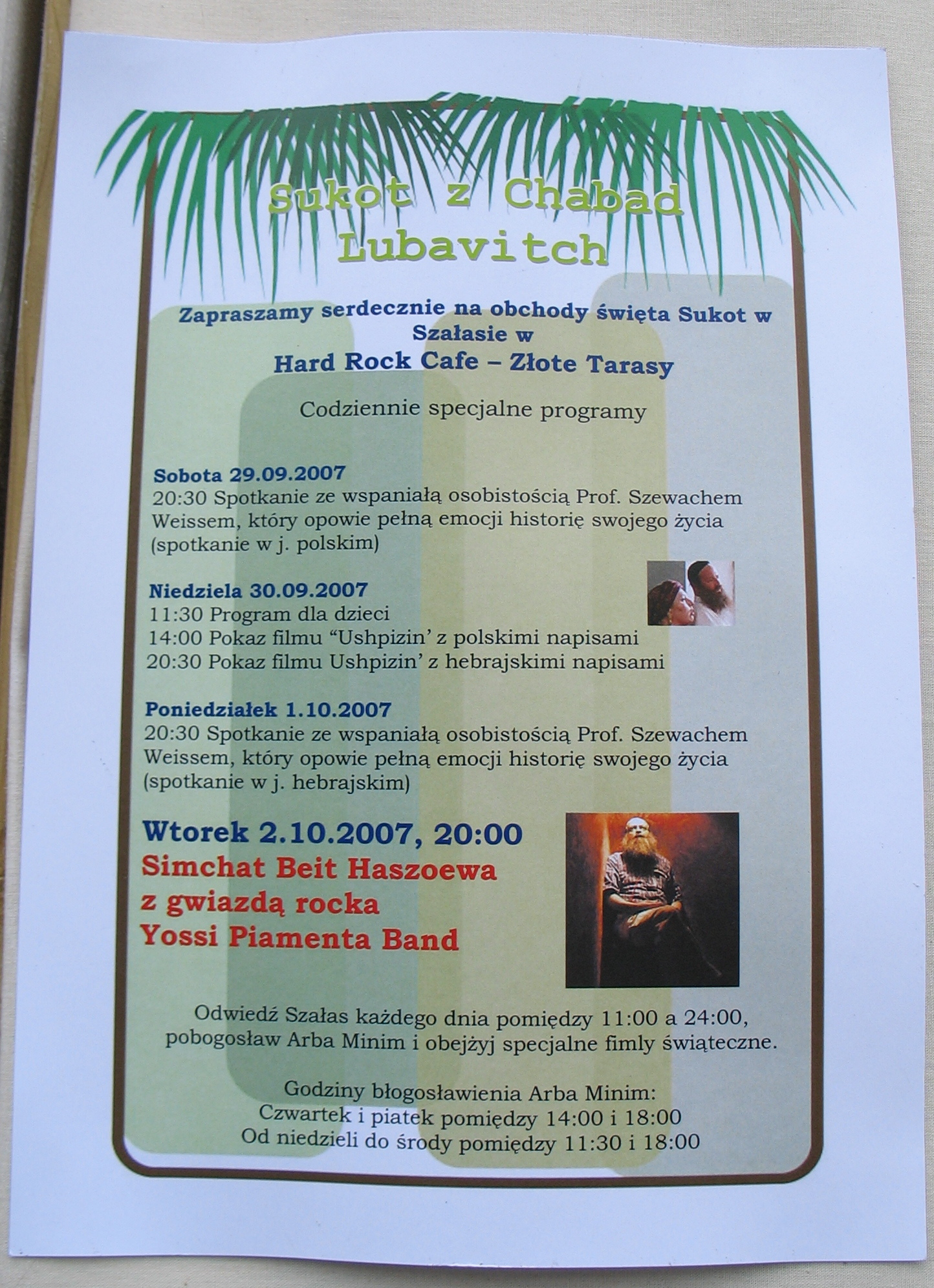
Informacja na temat obchodów święta Sukkot z Chabad-Lubawicz w Hard Rock Cafe w Warszawie – kartka z informacją

Chabad-Lubawicz (hebr. חסידות חב"ד) – grupa chasydzka powstała pod koniec XVIII wieku w rosyjskiej miejscowości Lubawicze (ros. Любавичи, Lubawiczi na terenie obecnego rejonu rudniańskiego obwodu smoleńskiego), założona przez rabiego Szneura Zalmana. W swej historii Chabad-Lubawicz miało siedmiu rebe wywodzących się z jednej dynastii. Ostatni i uważany dość powszechnie za najwybitniejszego Menachem Mendel Schneerson zaniechał wyboru następcy i od jego śmierci w 1994 grupa nie posiada swego rebe. Obecnie jest najszybciej rozwijającą się grupą chasydzką – liczącą ok. 200 tysięcy wyznawców na całym świecie. Znana jest z licznych akcji misyjnych wśród Żydów. Zajmuje się studiowaniem Tory, filozofią religii i edukacją. Chabad-Lubawicz był początkowo wrogo nastawiony do państwa Izrael, później zaakceptował jego istnienie, a część dostrzega nawet w jego istnieniu sens mesjański.

## Konwersja na judaizm
Chabad Lubawicz ułatwia konwersję na judaizm osobom posiadającym żydowskich przodków, a także osobom nie posiadającym żydowskich przodków.

## Geneza nazwy
Nazwa Chabad hebr. חב"ד (Ch-B-D) jest akronimem trzech hebrajskich słów zwanych sefirami, wchodzących w skład kabalistycznego Drzewa Życia:
- Chochma (hebr. חכמה) – druga sefira, określenie oznaczające mądrość
- Bina (hebr. בינה) – trzecia sefira, określenie oznaczające zrozumienie
- Daat(inne języki) (hebr. דעת) – jedenasta sefira, określenie oznaczające wiedzę

## Rabini Chabad
1. Szneur Zalman z Ladów (1745–1812)
2. Dovber Schneuri(inne języki) (1773–1827)
3. Menachem Mendel Schneersohn (1789–1866)
4. Shmuel Schneersohn (1834–1882)
5. Sholom Dovber Schneersohn(inne języki) (1860–1920)
6. Joseph Isaac Schneersohn (1880–1950)
7. Menachem Mendel Schneerson (1902–1994)